# Tzipi Hotovely
Tzipi Hotovely, född 1978, är en israelisk politiker och medlem av Knesset. Hon representerar Likud och är för närvarande (2017) landets nuvarande utrikesminister

## Utspel
I juni 2017 gjorde hon ett utspel om att FN borde sluta att använda begreppet ockupation som beskrivning på situationen i Palestina. Enligt Hotovely är det den palestinska propagandamaskinen som lanserade begreppet och att det är sorgligt att FN använder det i sina tal och skrifter.